# Nantois
Nantois – miejscowość i gmina we Francji, w regionie Grand Est, w departamencie Moza.
Według danych na rok 1990 gminę zamieszkiwało 114 osób, a gęstość zaludnienia wynosiła 19 osób/km² (wśród 2335 gmin Lotaryngii Nantois plasuje się na 931. miejscu pod względem liczby ludności, natomiast pod względem powierzchni na miejscu 923.).